# Greg LaRocque
Greg LaRocque (24 de fevereiro de 1954) é um desenhista de histórias em quadrinhos americanas, conhecido por seu trabalho na revista The Flash. William Messner-Loebs sucedeu Mike Baron como escritor da revista The Flash após Wally West ter se tornando o personagem-título com a morte do Flash anterior, Barry Allen, no evento Crise nas Infinitas Terras. Sua fase à frente da revista compreendeu as edições 15 à 61, e, ao lado de LaRocque, foi responsável por "humanizar" o personagem, tornando-o alguém com que os leitores pudessem se identificar. Messner-Loebs e LaRocque reformularam o uniforme do herói e em 1991, estabeleceram em The Flash #53 que o personagem Flautista, um dos coadjuvantes da revista, era homossexual.